# Pietro Giovanni Chiavica Cibo
Pietro Giovanni Chiavica Cibo a été le 60e doge de Gênes du 4 janvier 1557 au 3 décembre 1558, date de sa mort survenue avant la fin de son mandat qui devait se terminer le 4 janvier suivant. 